# Taraxacum acervatulum
Taraxacum acervatulum, trajnica, vrsta maslačka raširena po Srednjoj (Njemačka, Poljska, Češka, Slovačka) i Jugozapadnoj Europi (Francuska i Španjolska). 
Vrsta je opisana u Ann. Bot. Fenn. 1: 125 (1964)

## Sinonimi
- Taraxacum ichmadophilum Rail.; Ann. Bot. Fenn. 4: 108 (1967)
- Taraxacum purpurisquameum Soest; Acta Bot. Neerl., 24(2): 142 (1975)